# Staberoha
Staberoha là một chi thực vật có hoa trong họ Restionaceae.